# Valli di Lanzo
Die Valli di Lanzo (piemontesisch Val ëd Lans, deutsch Lanzotäler, manchmal auch im Singular Lanzotal genannt) sind ein Talsystem der Westalpen im Gebiet der Metropolitanstadt Turin im Piemont. Der Name des Tales ist vom Ortsnamen der Stadt Lanzo Torinese am Talausgang (525 m s.l.m.) abgeleitet.

## Geografie
Das Gebiet liegt im Süden der Grajischen Alpen und entspricht dem größten Teil des Flusseinzugsgebiets der Stura di Lanzo ohne deren Unterlauf in der Poebene. Die drei großen Quellflüsse der Stura di Lanzo sind die Stura di Ala, die Stura di Valgrande und di Stura di Viù. Die langen Flusstäler dieser drei Wildbäche und das Tal des Tesso, eines Nebenflusses der Stura di Lanzo, bilden die Gruppe der vier Lanzotäler. Die Tallandschaft beginnt im Quellbereich der größeren Flüsse am Alpenhauptkamm und erstreckt sich bis zu den Ortschaften Lanzo Torinese und Balangero am Rand der Poebene.
Im Westen fällt der Rand das Talgebiets in den Hochalpen mit der Europäischen Hauptwasserscheide zwischen den Stromsystemen des Po und der Rhone zusammen, über welche die Grenze zwischen Frankreich und Italien führt. Auf der französischen Seite liegt neben dem Lanzogebiet das Departement Savoie.
Unterhalb von Lanzo Torinese mündet in der Ebene bei Turin als weiterer Wildbach aus den Voralpen noch die Ceronda in die Stura di Lanzo. Ihr Einzugsgebiet mit dem Seitental des Wildbachs Casternone wird üblicherweise nicht zu den Lanzotälern gerechnet. Die Gemeinden der Region sind jedoch in der Gemeinschaft Unione dei Comuni montani delle Valli di Lanzo, Ceronda e Casternone zusammengefasst.

### Val d’Ala
Die Stura di Ala gilt gemeinhin als Oberlauf der Stura di Lanzo und ist somit ein Abschnitt des Hauptstranges im Flusssystem. Sie entwässert das mittlere der Lanzotäler, das etwa 30 Kilometer lang ist und eine Fläche von 134 Quadratkilometer hat. Die größeren Ortschaften im Tal sind Ala di Stura und Balme. Die Stura di Ala entspringt mit mehreren Quellbächen in der teilweise vergletscherten Bergregion an der Uia di Ciamarella (3676 m).

### Val Grande di Lanzo
Nördlich des Val d’Ala liegt das Val Grande di Lanzo, das sich von der Gebirgsgruppe der Levanne (Levanna occidentale, 3595 m) bis nach Ceres erstreckt, wo es auf das Val d’Ala trifft. Es hat eine Fläche von 158 Quadratkilometern. Größere Ortschaften im Tal sind Chialamberto, Groscavallo und Cantoira.

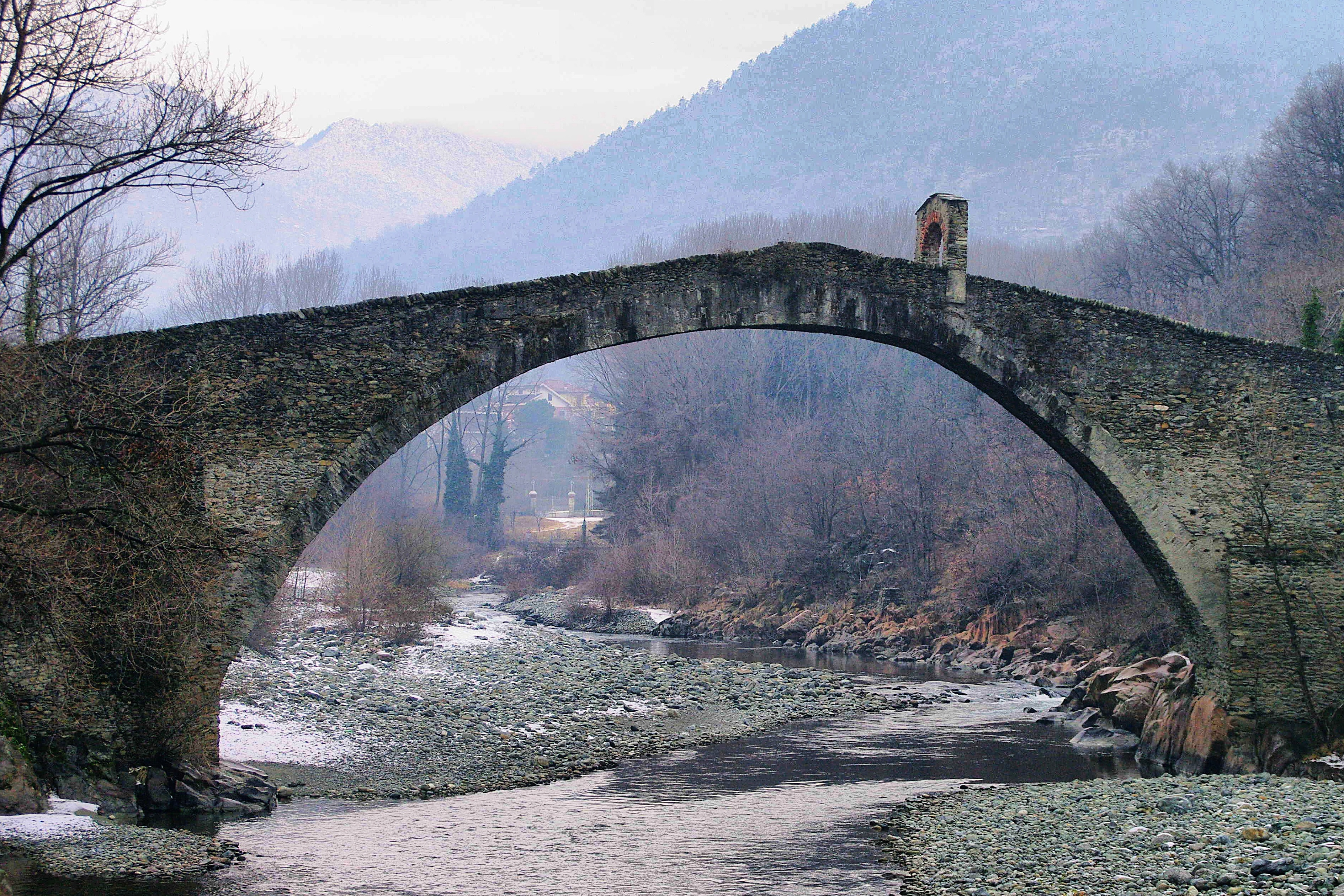
Die “Teufelsbrücke” (Ponte del diavolo) über der Stura di Lanzo westlich von Lanzo Torinese

### Valle di Viù
Das südlichere der drei großen Lanzotäler beginnt im Hochgebirge am Rocciamelone (3538 m) und mündet bei Rozello in das Haupttal. Zusammen mit den beiden größeren Nebentälern Vallorsera und Vallone d’Arnas hat es eine Fläche von 242 Quadratkilometern. Im Tal liegen die Gemeinden Usseglio, Lemie und Viù. Das Wasser der Stura di Viù wird an mehreren Stellen aufgestaut, abgeleitet und für die Stromproduktion benutzt.

### Tessotal
Bei Lanzo Torinese mündet von Norden das kleinere Nebental mit dem 15 Kilometer langen Fluss Tesso in das Haupttal. Die Quelle dieses Bergbachs liegt an der Punta dell’Aggia (2245 m) in der Gemeinde Monastero di Lanzo. Er durchquert das Gebiet von Coassolo und erreicht danach die Stadt Lanzo, durch deren historisches Zentrum er zur Stura di Lanzo fließt. Das Tessotal ist 45 Quadratkilometer groß.

## Geologie
Die tief eingeschnittenen Täler geben Einblick in alte geologische Formationen der Alpen. Im Hochgebirge herrschen Gneise des Gran-Paradiso-Massivs vor, während in den übrigen Zonen verschiedene Schichten metamorpher Gesteine aufgeschlossen sind. Die «Zone Sesia-Lanzo» bildet die größte Formation der alten, bei der Entstehung der Alpen in Subduktion geratenen ozeanischen Erdkruste. Große Flächen der Lanzotäler bestehen aus Serpentinit. Am Talausgang liegen Zonen mit ultramafischem Gestein; bei Balangero östlich von Lanzo Torinese lag im 20. Jahrhundert die Asbestmine Balangero.

## Verkehr
Im Norden grenzt das Talsystem auf einem langen Bergkamm, über den keine Passstraßen führen, an das Orcotal und im Süden auf einer weiteren Bergreihe an das Susatal; aus dem Lanzotal führt eine Bergstraße über den Col San Giovanni in das Susatal. Die Siedlungen und Verkehrswege in den Lanzotälern sind weitgehend in den Talsohlen angelegt. Über die ringsum liegenden hohen Bergketten führen keine Passstraßen in die Nachbartäler mit Ausnahme der Nebenstraße über den Col San Giovanni im Südosten des Gebiets, und so ist die ganze Gebirgsregion ein in sich geschlossener geografischer Raum. Der einzige gute Zugang führt von Lanzo Torinese aus in die Täler.
Über die Bergketten führen Fußwege und Saumpfade in die Nachbartäler. Im Talsystem sind mehrere historische Brücken erhalten.

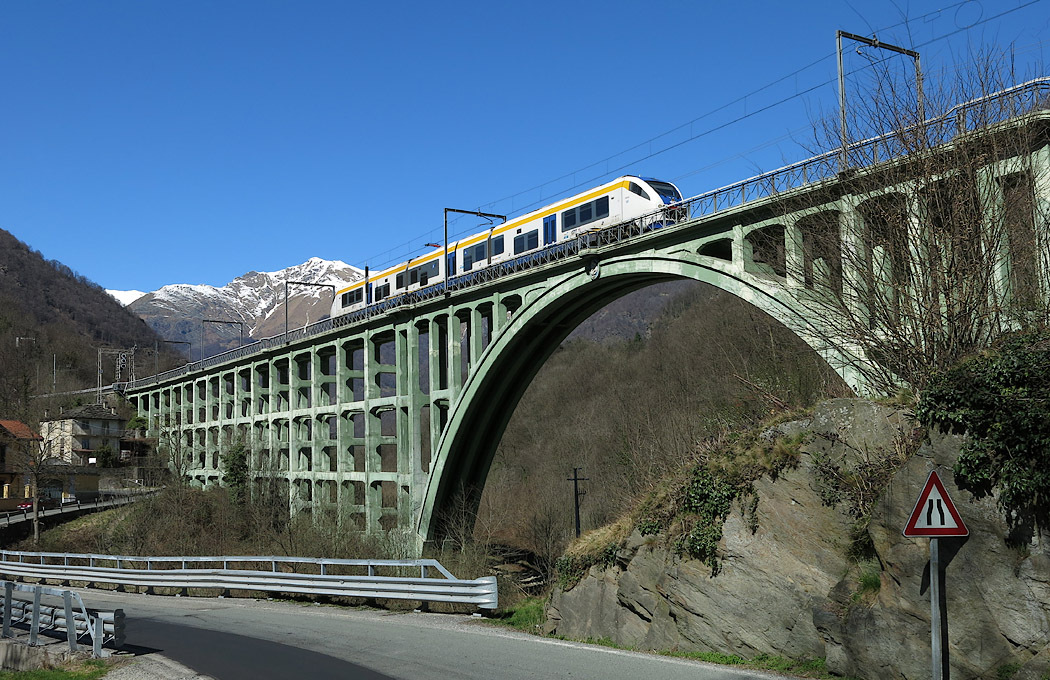
Eisenbahnbrücke bei Ceres

Von Turin aus führt eine seit 1868 abschnittsweise gebaute und bis 1916, unter anderem mit dem Einsatz österreichischer Kriegsgefangener fertiggestellte Eisenbahnlinie bis nach Ceres, die auch unter der Bezeichnung Ciriè-Lanzo bekannt ist. Ein ungewöhnliches Bauwerk an der von Ingenieur Alberto Scotti geplanten Strecke ist das vom Ingenieur Giovanni Antonio Porcheddu aus Turin, einem Pionier des Eisenbetonbaus, entworfene Viadukt über di Stura di Valgrande bei Ceres. Die nach dem System von François Hennebique aus armiertem Beton gebaute Brücke hat eine Gesamtlänge von 190 Metern und einen großen Hauptbogen von 50 Metern Weite. Die Bahnstrecke Torino-Ceres war nach der technischen Ausrüstung um 1920 durch die schweizerische Brown Boveri die erste Bahn weltweit, die mit hochgespanntem Gleichstrom verkehrte. Die Strecke war seit dem Lanzohochwasser vom 22. September 1993, das mehrere Brücken im Tal zerstörte, unterbrochen und wurde 2006 mit einer teilweise neu gebauten Trassee wieder eröffnet. Die Bahnlinie wird von der Bahngesellschaft Gruppo Torinese Trasporti (GTT) betrieben.

## Sehenswürdigkeiten
- Santuario di Santa Cristina
- Santuario di Martassina
- Pian della Mussa, wo Adolfo Kind 1896 in Italien das Skifahren begründete, und wo Toni Ortelli 1927 das Lied La Montanara komponierte.
- Madonna del Bersagliere, Pian della Mussa
- Aquädukt della Mussa, Wasserleitung der Stadt Turin[5]
- Natura 2000-Schutzgebiet Pian della Mussa
- Betonbrücke der Eisenbahn bei Ceres
- „Teufelsbrücke“ (Ponte del diavolo oder Ponte del Roch) über die Stura di Lanzo, bei Lanzo Torinese
- Challanttor, Lanzo
- Pfarrkirche von Monastero di Lanzo
- Pfarrkirche San Pietro in Vincoli, Lanzo
- Chiesa di Santa Croce, Lanzo
- Loretoheiligtum, Lanzo
- Pfarrkirche Santi Fabionao e Sebastiano, Voragno, mit einem frühen Wandbild des Turiner Grabtuchs